# Madre amadísima
Madre amadísima és una pel·lícula espanyola dirigida per Pilar Tàvora estrenada el 2009. És l'adaptació de l'obra teatral del mateix nom escrita per Santiago Escalante, que també és el guionista de la cinta.

## Argument
Mentre vesteix i adorna una imatge de la verge per a la processó de setmana santa Alfredo, un andalús madur i homosexual, es confessa amb ella i li conta la seua vida. Li parla de la seua infantesa marcada per un pare agressiu i absent que maltractava a la seua mare i de l'especial relació que sempre ha tingut amb ella. Li conta un episodi que transcorre quan tenia sis anys durant una nit de tempestes, quan va intentar defensar a sa mare de la pallissa que estava rebent de son pare i com aquest va intentar pegar-li també a d'ell, i que això li havia provocat des d'aleshores el pànic a les tempestes i que mai aprenguera correctament el pare nostre. Relata la seua solitària adolescència quan era assenyalat al poble per ser homosexual; el seu primer amor i posterior decepció, amb el Javi; i com va conèixer al seu únic amic al poble, la Titanlux, amb el que descobreix l'ambient gai de l'època. Romandrà sempre al costat de sa mare i sols ix del seu poble per a sofrir el servei militar de finals del Franquisme, on coneix al seu altre gran amic, la Girasol. Alfredo li demana a la Verge que curi sa mare, però ella mor abans de poder veure el treball del seu fill en la processó. Després de la mort de sa mare, Alfredo ja no podrà trobar refugi en el seu llit durant la següent tempesta, per la qual cosa corre a l'altar als peus de la seua Verge.

## Repartiment
- Ramón Rivero: Alfredito (madur)
- José Burgos: Alfredito (jove)
- Julio Vargas: La Titanlux (jove)
- Santiago Escalante: la Titanlux (madur)
- David Lora: Javi
- Nacho Igueño: la Girasol
- Bernabé Rico: Antonio
- Ken Appledorn